# Шушанян, Арут Вартеросович
Арут Вартеросович Шушанян (1913—1988) — участник Великой Отечественной войны, полный кавалер ордена Славы. Член КПСС с 1945 года.

## Биография
Родился 8 марта 1913 года в селе Ермоловск (ныне — поселок Цандрыпш Гагрского муниципалитета Абхазии) в семье крестьянина. Армянин.
Окончил начальную школу в родном селе. С 1932 года работал на Пиленковском табачно-ферментационном заводе. В 1935−1937 годах проходил срочную службу в Красной Армии. Вернувшись после службы домой работал начальником Гантиадского военно-учетного стола.
В июне 1941 года был вновь призван в армию Гагринским райвоенкоматом Абхазской АССР. С того же времени на фронте. Летом-осенью 1942 года участвовал в обороне Сталинграда, был ранен. К лету 1944 года воевал в рядах 46-й стрелковой дивизии Ленинградского фронта, был разведчиком 49-й отдельной разведывательной роты.
Защищал Ленинград, участвовал в Выборгско-Петрозаводской операции, в боях за освобождение Эстонии.
В конце июня 1944 года в районе населённого пункта Сарела (6 км севернее города Выборг Ленинградская область) ефрейтор Шашанян в составе разведгруппы участвовал в захвате контрольного пленного, лично захватил «языка» который дал ценные сведения
Приказом по частям 46-й стрелковой дивизии от 21 июля 1944 года (№ 58н) ефрейтор Шушанян Арут (в приказе — Артур) Вартеросович награжден орденом Славы 3-й степени.
17-25 сентября 1944 года в ходе наступления западнее и северо-западнее города Тарту (Эстония) ефрейтор Шушанян огнем из автомата уничтожил более 10 вражеских солдат и двух взял в плен. Был представлен к награждению орденом Красной Звезды.
Приказом по войскам 2-й ударной армии от 24 октября 1944 года (152/н) ефрейтор Шушанян Арут Вартеросович награжден орденом Славы 2-й степени.
Осенью 1944 года дивизия в составе 21-й армии была переброшена на 2-й Белорусский фронт, где участвовала разгроме врага в Восточной Пруссии.
В конце февраля 1945 года ефрейтор Шушанян в составе разведгруппы действовал в тылу врага северо-западнее города Грауденц (ныне Грудзёндз, Польша). В районе населенного пункта Клайн Плохотчин разведчики, замаскировавшись около дороги, вступили в бой с двумя десятками гитлеровцев. Огнем из автомата в этом бою лично уничтожил 6 вражеских солдат. В районе населенного пункта Клайн Унтерберг разведчик обстреляли отходящий обоз, уничтожив 5 повозок и10 немецких солдат. Всего за период наступления с 16 по 22 февраля 1944 года лично Шушанян уничтожил 15 немецких солдат, две повозки и двух немцев взял в плен. Был снова представлен к награждению орденом Красной Звезды, но командиром дивизии статус награды был изменен на орден Славы 1-й степени, и документы ушли в Москву.
В дальнейшем участвовала Берлинской наступательной операции: в боях за северную провинцию Германии Мекленбург и расположенный в Балтийском море остров Рюген. В мае 1945 года встретилась с англичанами на берегах Эльбы на участке Бойценбург — Виттенберге. За отличие в разведке этих завершающих боях разведчик Шушанян получил орден Красной Звезды.
Указом Президиума Верховного Совета от 29 июня 1945 года ефрейтор Шушанян Арут Вартеросович награжден орденом Славы 1-й степени. Стал полным кавалером ордена Славы.
В октябре 1945 года старшина Шушанян был демобилизован. Член ВКП(б)/КПСС с 1945 года.
Вернулся в родной поселок. Работал проводником в Адлерском вагонном депо. Умер в 1988 году.

## Награды и почетные звания
- Орден Отечественной войны 1 степени (1985);[1]
- Орден Красной Звезды (5 мая 1945);[2]
- Орден Славы 1 степени (29 июня 1945 — № 358);[3]
- Орден Славы 2 степени (24 октября 1944 — № 27614);[4]
- Орден Славы 3 степени (21 июля 1944 — № 96532);[5]
- Так же ряд медалей.
- Почетный гражданин Абхазии (1983).